# AGM-62 Walleye
La AGM-62 Walleye es una bomba planeadora guiada por televisión producida por Martin Marietta y utilizada por las Fuerzas Armadas de los Estados Unidos entre las décadas de 1960 y 1990. La mayoría tenía una ojiva altamente explosiva de 113 kg (250 lb); algunos tenían una ojiva nuclear W72. La designación del Walleye como "misil aire-tierra" es un nombre inapropiado , ya que se trata de una bomba sin motor con aviónica de guía, similar a la más moderna GBU-15. El Walleye fue reemplazado por el AGM-65 Maverick.